# Люціан Желіговський
Люціан Мечислав Рафал Желіговський (пол. Lucjan Mieczysław Rafał Żeligowski; 1865, хрещений 10 травня 1865, фільварок Переходи Сольської парафії Ошмянського повіту, Віленська губернія, Російська імперія — 1947, Лондон) — польський генерал (генерал броні) і політичний діяч, друг Юзефа Пілсудського, очільник Серединної Литви.

## Життєпис
Народився у шляхетській родині учасника повстання 1863 року Густава Желіговського; мати — уроджена Владислава Трацевська (пол. Władysława Tracewska), померла 25 червня 1883 в Жупранах Ошмянського повіту; сестри: Ернестіна і Магдалена; дружина — Тетяна Петрівна Лопато; діти: близнюки Яніна і Тадеуш.
По закінченні Ризького військового училища з 1885 року служив у російській імператорській армії. Брав участь в Російсько-японській війні 1904–1905 рр.
Під час Першої світової війни у званні полковника командував 284-им піхотним Венгровським полком. Після Лютневої революції став одним з організаторів польських національних частин в Росії. Командував бригадою в 1-му Польському корпусі, в 1918-му створив польські частини на Кубані. У квітні 1919-го через Одесу і Бессарабію на чолі 4-ї дивізії польських стрільців прибув до Польської республіки.
У польській армії став спочатку командувачем Литовсько-білоруського фронту. Брав також участь у війні Польської республіки проти ЗУНР. Потім — оперативного угруповання і командиром 10-ї піхотної дивізії (1919) під час радянсько-польської війни. З жовтня 1920-го — командир 1-й Литовсько-білоруської дивізії. З негласної санкції Юзефа Пілсудського за наказом Желіговського 9 жовтня 1920 року війська 1-й Литовсько-білоруської дивізії формально вийшли з покори польському командуванню і зайняли Вільну і частину південно-східної Литви. На зайнятих територіях була утворена маріонеткова держава, формально незалежна від Польської республіки — Серединна Литва. 12 жовтня проголосив себе її верховним правителем.

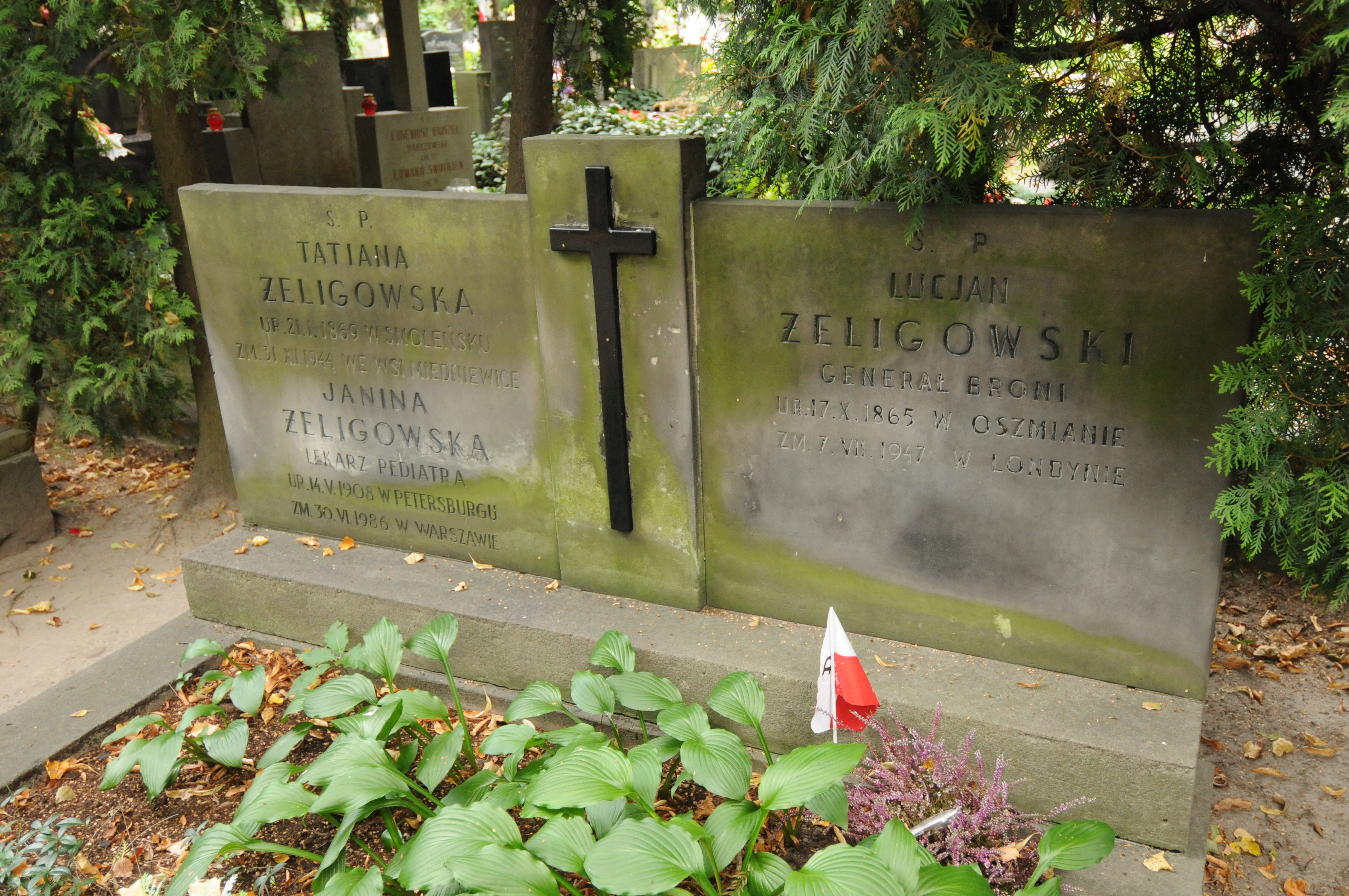
Місце поховання, кладовище Військові Повонзки, Варшава

Після включення Серединної Литви до складу Польської республіки (1922) — інспектор армії в Варшаві (1921–1925), потім військовий міністр (1925–1926). Забезпечив здійснення травневого перевороту 1926 у Польській республіці, який встановив авторитарний режим Пілсудського. В 1927 вийшов у відставку. В 1930 видав книгу «Wojna w roku 1920. Wspomnienia i rozważania» («Війна в 1920 році. Спогади і роздуми»). В 1935 був обраний до Сейму і залишався членом польського парламенту до 1939 року.
З початком радянсько-німецької агресії в 1939 році спробував вступити добровольцем на військову службу, але через похилий вік прийнятий не був. Залишаючись цивільною особою, брав участь в командуванні Південним фронтом. Виїхав до Французької республіки, в 1940 — у Велику Британію. Був членом польського уряду у вигнанні (пол. Rada Narodowa Rzeczpospolitej).
По завершенні Другої світової війни заявив про намір повернутися до Польщі. При підготовці до від'їзду помер в Лондоні. За заповітом прах був привезений до Варшави і поховано на кладовищі Військові Повонзки. Транспортування організував бригадний генерал Станіслав Татар.